# Winston van der Bok
Winston van der Bok (Calbo, 1947 - 25 september 2021) was een Surinaams grafisch kunstenaar.

## Biografie
Winston van der Bok is van inheemse afkomst en werd geboren in Calbo in Marowijne, een klein dorp aan de Cotticarivier met een Karaïbisch-inheemse bevolking. Als kind werd door zijn ouders afgestaan aan twee zorgzame adoptieouders, waarmee zij hem wilden verzekeren van een betere toekomst. Hierdoor groeide hij op in Noord-Amerika en Japan. Hij kreeg een westerse opvoeding en kreeg niets mee van zijn originele taal en cultuur. Dit veranderde toen hij terugkeerde naar zijn geboortedorp, waar zijn biologische ouders hem de traditionele manier van leven bijbrachten.
Hij studeerde aan de Surinaamse Academie voor Beeldende Kunsten en werkte vervolgens als grafische vormgever voor Rubbenstein & Healy. Hij volgde daarna nog verschillende trainingen in het Caraïbisch gebied.
Aan zijn inheemse herkomst kon hij in 1992 invulling geven, toen hij de opdracht kreeg om visueel materiaal te leveren in het kader van vijfhonderd jaar ontdekking van Amerika. Sindsdien bleven zijn kunstwerken in het teken staan van zijn etnische achtergrond. Hij gaf in zijn leven meerdere exposities. Zijn eerste was in 1992 in Thalia en zijn laatste eveneens in Paramaribo, namelijk Nurture the World in december 2018 in Spice Quest.  Hij gaf enkele jaren les in grafische vormgeving aan de Academie voor Hoger Kunst- en Cultuuronderwijs (AHKCO), tot hij uiteindelijk stopte wegens gezondheidsredenen.
Grafisch kunstenaar en vriend René Tosari omschreef Van der Bok als "een goede vormgever, erg accuraat. Een bescheiden man die zijn werk door en door kent." Volgens een recensie van Art in Embassies van het Amerikaanse ministerie van Buitenlandse Zaken kenmerkt zijn werk zich met "empathische randen, een rijke gebruik van kleuren en geometrische vormen."
Winston van der Bok overleed in september 2021. Hij is 74 jaar oud geworden.